# Johan Poulsen
Johan Martin Fredrik Poulsen (født 26. september 1890 på Toftir, død 24. juni 1980) var en færøsk lærer og politiker (SB).
Poulsen repræsenterede Sambandsflokkurin i Lagtinget i 50 år, fra 1920 til 1970, indvalgt fra Eysturoy. Dette gør ham til det længst siddende lagtingmedlem nogensinde. Han var lagtingsformand 1932–1936, 1938–1940 og 1951–1958, samt næstformand 1958–1970. Han var desuden medlem af Folketinget 1939–1943 og 1950–1964, og af Nordisk Råd 1953–1964. Poulsen var også partiformand i 22 år, fra 1948 til 1970. 
Han var uddannet lærer fra Føroya Læraraskúli fra 1908, og tog et årskurs ved Statens Lærerhøjskole 1914–1915. Poulsen arbejdede som lærer på Glyvrar, i Lambi og Søldarfjørður 1908–1917, og på Strendur 1917–1958. Han var førstelærer fra 1933.

## Øvrige tillidshverv
Poulsen var medlem af menighedsrådet i Sjóvar kommuna 1919–1962, heraf formand 1933–1952. Han var kommunalbestyrelsesmedlem samme sted 1931–1934, formand for Sjóvar kommunas sygekasse 1919–1933, og sekretær og kasserer i Centralforeningen af Sygekasser på Færøerne 1921–1959 (bestyrelsesmedlem fra 1926). Poulsen var medlem af Færø Amts kirkeinspektion 1924–1960 og 1967–1970, samt skolestyret 1932–1935 og 1938–1971. Han var bestyrelsesformand i Tryggingarsambandið Føroyar fra 1948, og bestyrelsesmedlem i Føroya Vanlukkutrygging 1934–1965 og fra 1970 (formand 1942–1962).